# Coryneum neesii
Coryneum neesii är en svampart som beskrevs av B. Sutton 1975. Coryneum neesii ingår i släktet Coryneum och familjen Pseudovalsaceae.   Inga underarter finns listade i Catalogue of Life.